# Michael Fischer (Politiker, 1968)
Michael Fischer (* 17. Dezember 1968 in Wien) ist ein österreichischer Politiker und seit 2015 Abgeordneter zum Oberösterreichischen Landtag.

## Leben
Michael Fischer besuchte von 1976 bis 1980 die Volksschule Wels, danach von 1980 bis 1984 die Hauptschule Wels. Von 1984 bis 1990 besuchte er die HTL Wels und arbeitete dann von 1990 bis 1992 als Techniker in einem Konstruktionsbüro. Er ist seit 1992 als Vertriebsingenieur im Baugewerbe tätig. Seit 2015 ist er Vizebürgermeister der Stadt Marchtrenk und Abgeordneter im Oberösterreichischen Landtag.